# میشل لورنزی

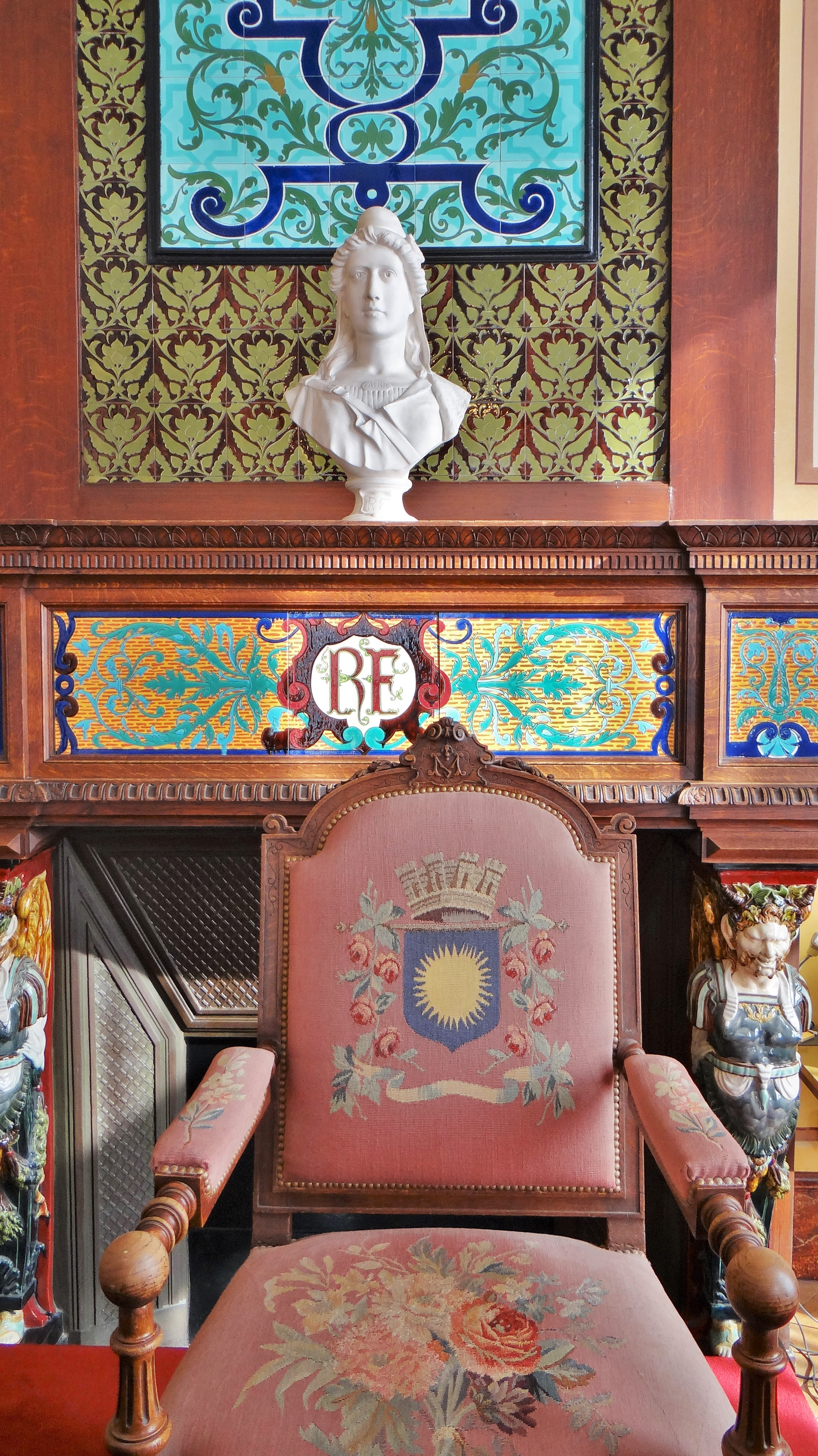
ماریان (۱۹۸۰) توسط کارگاه‌های لورنزی در «سالن ازدواج» تالار شهرداری مونتروژ.

میشل لورنزی (فرانسوی: Michel Lorenzi‎؛ ‏ ۱۲ ژوئیه ۱۹۳۱–۲۳ دسامبر ۲۰۱۸) مجسمه‌ساز و قالب‌ساز اهل فرانسه بود.
وی در خانواده‌ای هنرمند از اهالی منطقه لوکا در توسکانی زاده شد. پدربزرگش که او هم میشل نام داشت و خانه‌ای در «پیانو دی کورلیا» واقع در کومونهٔ کورلیا آنتلمینلی داشت، در حدود سال ۱۸۶۸ به پاریس نقل مکان کرد و کارگاه خود را در سال ۱۸۷۱ در پلاک ۱۹–۲۱ خیابان راسین تأسیس کرد. دو پسرش پی‌یر و شارل ادارهٔ کارگاه را به‌عهده گرفتند و کار پدرشان را پس از مرگ ادامه دادند، اندکی بعد دو برادر از هم جداشدند: پی‌یر کارگاه را در خیابان راسین نگه داشت و شارل در پلاک ۱۱۹ بلوار مون‌پارناس مستقر شد. بعدها دو پسر پی‌یر - مارسل و روژه - کارگاه را به عهده گرفتند.
میشل لورنزی در مدرسهٔ خیابان پون دو لودی در پاریس تحصیل کرد و سپس وارد «مدرسه هنرهای کاربردی دوپره» شد.
او پس از پایان خدمت سربازی در سال ۱۹۵۲، به استودیوی شخصی خود در شماره ۱۸ خیابان اودسا در پاریس نقل مکان کرد، سپس به عموی بزرگش، شارل (برادر پی‌یر) در پلاک ۲۳ خیابان دیپار و پلاک ۱۱۹ بلوار مون‌پارناس پیوست و سرانجام کارگاهی را که عمویش در سال ۱۹۴۴ در مکان سابق یک مهمانسرا و اصطبل اسب‌های چاپاری در آرکویی ایجاد کرده بود در اختیار گرفت. سرانجام او در سال ۱۹۷۴، تمام فعالیت‌های کارگاه‌های پدر و عمویش را در این این مکان در پلاک ۶۰ خیابان لاپلاس، شماره در آرکویی گرد هم آورد.
میشل لورنزی با ایجاد تکنیک‌های جدید ریخته‌گری رزین، تولیدی خود را تکامل بخشید. پیش از آن قالب‌های ریخته‌گری عمدتاً از گچ ساخته می‌شدند. ژلاتین و پلی‌یورتان‌ها یک ترکیب عالی را ایجاد می‌کنند و امکان بازتولید مجسمه‌های آسیب‌دیده به‌طور یکدست (با هدف جایگزینی آنها با ریخته‌گری‌های رزین کامپوزیت) را فراهم می‌آورند. رزین را می‌توان با سنگ یا پودر فلز مخلوط کرد که به آن ظاهری نزدیک به اصل می‌بخشد، مانند مشعل‌های تالار آینه‌ها در ورسای یا مجسمه‌های ستون‌های اطراف ایوان مجلس ملی در پاریس.
پتینه‌ها نمایی از چوب، چوب طلاکاری‌شده، مرمر، برنز، سنگ، سرامیک را ارائه می‌دهند و امکان بازتولید ارزان‌تری از نسخه‌های اصلی هنری را فراهم می‌کنند. امروزه کارگاه لورنزی با همکارانش ایزابل گوتیه، لویک بوآنه، ماری-آنیک برسون، خوزه گارسیا، والری توما، سوفی لورنزی و کوآنتان ونسان توما - رئیس کنونی کارگاه در موزه گَرِوان در پاریس - در کنارِ «مجمع موزه‌های ملی» با مجسمه‌سازان برای ترمیم مجسمه‌ها، با تالارهای شهر، برای عرضه نیم تنه‌های ماریان، با معماران و تزئین‌کنندگان داخلی برای تهیه نقش‌برجسته‌ها، ستون‌ها، تزئینات مختلف و امور هنری مدارس هنر همکاری می‌کند. این گروه همچنین مجسمه‌ها و قالب‌های لازم را برای تولیدات سینما، تلویزیون یا تئاتر اجاره می‌کند. مجموعه کارگاه لورنزی که نمونه‌ای از مدل‌های مجسمه را از دوران باستان تا امروز حفظ می‌کند، دومین مجموعه از نظر تعداد قطعه پس از «مجمع موزه‌های ملی» است.
در سال ۱۹۹۴، وزارت فرهنگ فرانسه عنوان «استاد هنر» را به میشل لورنزی اعطا کرد که تعالی حرفه‌ای خود، تسلط بر فنون هنری و مهارت‌های آموزشی‌اش را وقف انتقال دانش خود به دیگران نمود. کارگاه او همچنین به بازسازی آثار آسیب‌دیده یا فرسوده و مرمت پتینه و قالب‌های گچ‌کاری ادامه می‌دهد. محصولات نهایی کارگاه‌های او می‌تواند از گچ، رزین پلی‌استر یا سنگ بازسازی‌شده با پتینه‌های دلخواه باشد.
میشل لورنزی مدتی پس از مرگ دخترش که با او کار می‌کرد، دچار دیستروفی ماهیچه‌ای شد که او را زمین‌گیر کرد و هفت سال در بستر ماند. او در ۲۳ دسامبر ۲۰۱۸ درگذشت و در ۲ ژانویه ۲۰۱۹ در گورستان فولانویل-دنمون به خاک سپرده شد.
میشل لورنزی نخستین هنرمندی بود که در پایان قرن نوزدهم کپی‌های گچی از ماسک مرگ زن ناشناس سن ساخت. پدربزرگ او همان مجسمه‌سازی است که نخستین تندیس فردوسی را به سفارش ابراهیم چهرازی و تنی چند از دانشجویان خارجی مقیم فرانسه ساخت.